# Taihu (socken i Kina)
Taihu (kinesiska: 太湖, 太湖乡) är en socken i Kina. Den ligger i provinsen Hunan, i den södra delen av landet, omkring 86 kilometer söder om provinshuvudstaden Changsha. Antalet invånare är 16575. Befolkningen består av 8 065 kvinnor och 8 510 män. Barn under 15 år utgör 14,0 %, vuxna 15-64 år 72 %, och äldre över 65 år 13,0 %.
Genomsnittlig årsnederbörd är 1 859 millimeter. Den regnigaste månaden är maj, med i genomsnitt 295 mm nederbörd, och den torraste är oktober, med 29 mm nederbörd.